# Josef Siben

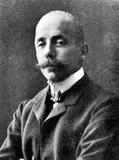
Josef Siben

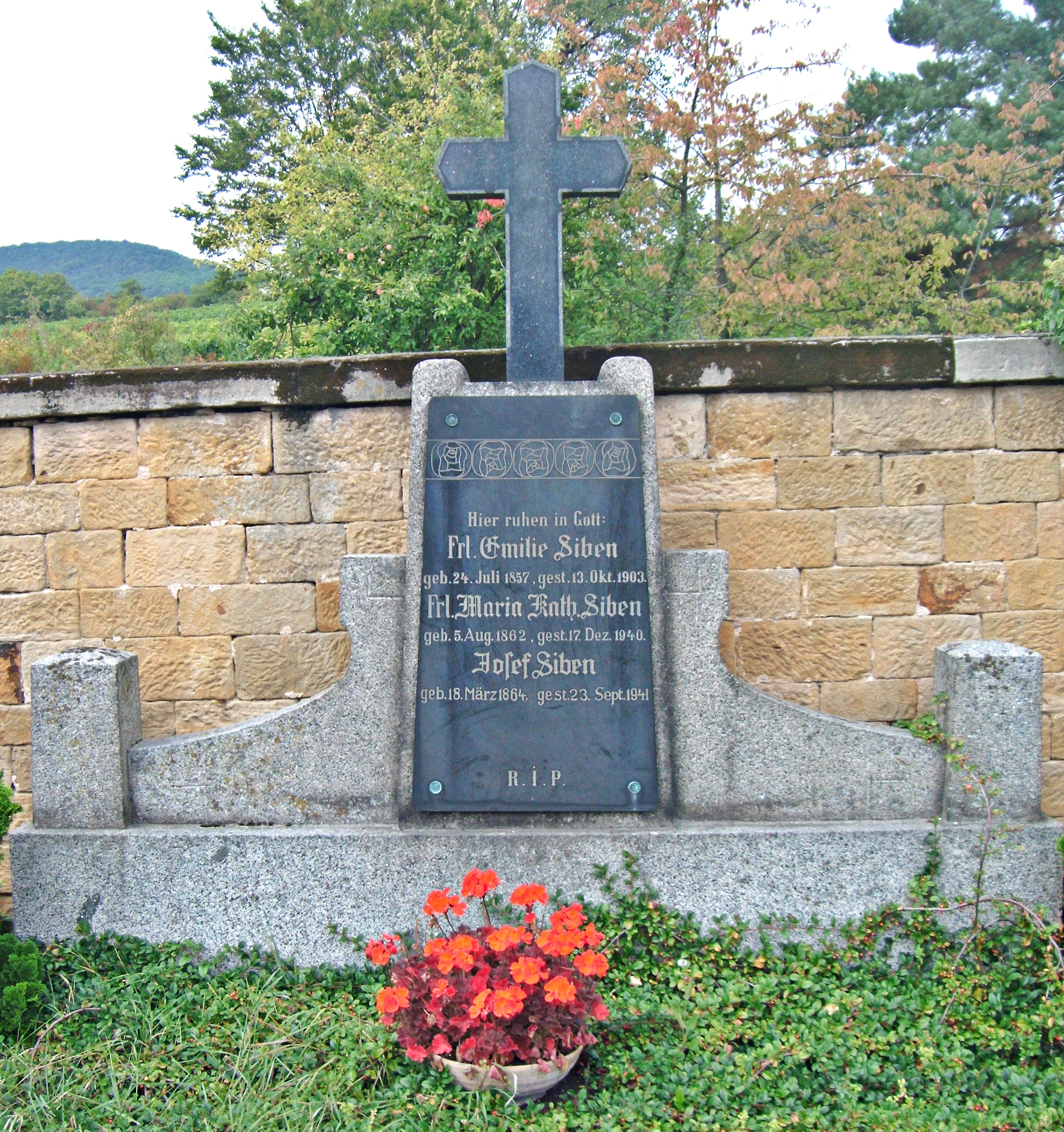
Grab auf dem Friedhof Deidesheim

Josef Siben (* 18. März 1864 in Deidesheim; † 23. September 1941 ebenda) war ein bayerischer Politiker.

## Leben und Wirken
Josef Siben war der Sohn des Deidesheimer Weingutsbesitzer und Bürgermeisters Georg Siben und dessen Gattin Apollonia geb. Moßbacher aus Forst an der Weinstraße. Er hatte sechs Geschwister, sein Bruder Johann Julius Siben war ebenfalls Mitglied der Bayerischen Abgeordnetenkammer.
Nach dem Besuch des humanistischen Gymnasiums studierte Josef Siben Rechtswissenschaften. Er hatte in der 20. Wahlperiode von 1907 bis 1912 und in der 21. Wahlperiode von 1912 bis 1918 einen Sitz in der Kammer der Abgeordneten des Königreichs Bayern inne. In beiden Wahlperioden war Siben jeweils im Wahlkreis Annweiler angetreten. 
Nach dem Ende des Ersten Weltkriegs hatte Siben von 1919 bis 1920 im ersten Landtag des Freistaates Bayern ebenfalls ein Mandat; dieses Mal war er im Stimmkreis Neustadt an der Haardt (heute Neustadt an der Weinstraße), Frankenthal, Kirchheimbolanden und Rockenhausen angetreten. 
Er gehörte erst dem Zentrum, ab 1919 der Bayerischen Volkspartei (BVP) an.
Papst Pius X. verlieh ihm 1909 das Ehrenkreuz Pro Ecclesia et Pontifice.
Siben führte neben seiner politischen Tätigkeit ein Weingut in Deidesheim.